# 가락재로
가락재로(Karakjae-ro)는 강원특별자치도 춘천시 동면 동면나들목에서 홍천군 화촌면 신내사거리 을 잇는 도로이다.

## 주요 경유지
강원특별자치도
- 춘천시 (동면) - 홍천군 (화촌면)

## 노선
| 이름            | 접속 노선                | 소재지        | 소재지        | 비고                                     |
| 춘천로와 직결   | 춘천로와 직결            | 춘천로와 직결 | 춘천로와 직결 | 춘천로와 직결                            |
| --------------- | ------------------------ | ------------- | ------------- | ---------------------------------------- |
| 동면나들목      | 국도 제46호선 (순환대로) | 춘천시        | 동면          | 국가지원지방도 제56호선과 중복           |
| 노루목재        |                          | 춘천시        | 동면          | 국가지원지방도 제56호선과 중복           |
| 감정삼거리      |                          | 춘천시        | 동면          | 국가지원지방도 제56호선과 중복           |
| 느랏재고개      |                          | 춘천시        | 동면          | 국가지원지방도 제56호선과 중복           |
| 느랏재터널      |                          | 춘천시        | 동면          | 국가지원지방도 제56호선과 중복 연장 680m |
| 상걸교          |                          | 춘천시        | 동면          | 국가지원지방도 제56호선과 중복           |
| 잣밭교          |                          | 춘천시        | 동면          | 국가지원지방도 제56호선과 중복           |
| 가락재터널      |                          | 춘천시        | 동면          | 국가지원지방도 제56호선과 중복 연장 590m |
| 가락재터널      |                          | 홍천군        | 화촌면        | 국가지원지방도 제56호선과 중복 연장 590m |
| 풍천교          |                          | 홍천군        | 화촌면        | 국가지원지방도 제56호선과 중복           |
| 와가교          |                          | 홍천군        | 화촌면        | 국가지원지방도 제56호선과 중복           |
| 안말교          |                          | 홍천군        | 화촌면        | 국가지원지방도 제56호선과 중복           |
| 신내사거리      | 홍천로                   | 홍천군        | 화촌면        | 국가지원지방도 제56호선과 중복           |
| 구룡령로와 직결 |                          |               |               |                                          |